# Урду
Урду́ (اردو, urdū) (також відома носіям мови як Ла́шкарі написано як لشکری)  — мова індоєвропейської групи індоарійської підгрупи, якою розмовляють понад 50 млн осіб у Пакистані й Індії та ще понад мільйон осіб за межами Азії. З точки зору граматичної структури та базового словникового складу урду та гінді є ідентичними мовами (в значенні розмовної мови їх разом часто називають гіндустані), натомість між ними існують значні лексичні відмінності (урду черпає запозичення з перської та арабської, тоді як гінді — із санскриту), також вони різняться у системі письма (урду використовує арабське письмо, тоді як гінді — індійську абетку деванаґарі). Ці відмінності спричиняють те, що на рівні, наприклад, науковому ці мови стають взаємно незрозумілими.

## Історія
Початки мови датовано XII—XIII століттями. Мова розвивалася серед десі (ісламських неофітів) та серед вояків, захоплених у полон мусульманами під проводом Махмуда з Газні. Слово «урду» є скороченням перського поняття забан-е-орду, тобто «військова мова» від турецького слова ordu — «військо».

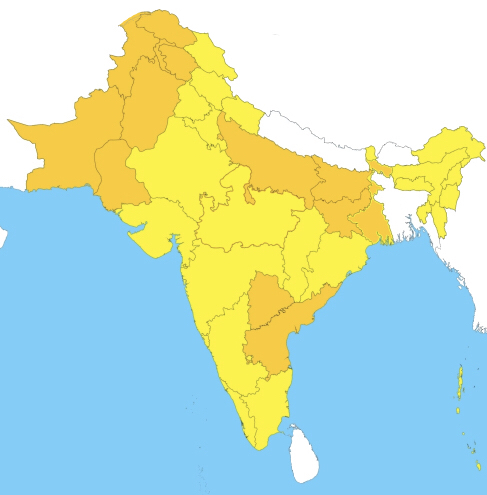

Лексика урду містить багато запозичень із арабської, перської, пушту і турецької мов. З кінця XVI ст. для урду почали використовувати арабське письмо з додатковими діакритичними знаками для звуків, невластивих арабській мові. Сприяли перетворення урду на літературну мову поети Хашимі, Нусраті, Мулла Ваджахі, Валі Ауранґабаді.
У 1803 році вийшла у світ перша друкована книга мовою урду Ахлак-е-Гінді. Визначними урдумовними поетами XIX ст. були Назір Акбарабаді та Мірза Галіб. Їх справу продовжили Назір Ахмад, Ратаннатх Саршар, Алтаф Халі.
Заклали основи традиції історичного та соціального романів Абдул Халім Шарар (1860—1926) та Мірза Мухаммад Хаді Русва (1858—1931).
Після проголошення незалежності Пакистану 1947 року урду став офіційною мовою країни (до речі, слово Пакистан походить саме з урду, означаючи «край чистоти»). Крім того урду є однією з 27 офіційний мов Індії (в штаті Джамму й Кашмір).
Незважаючи, що урду державна мова Пакистану, згідно перепису 2017 року нею розмовляють всього 10 % населення, тоді як на пенджабі — 39 %.

## Система письма

### Письмо
Урду пишеться справа наліво розширеним перським письмом, яке саме по собі є розширенням арабського письма. Урду асоціюється зі стилем насталік перської каліграфії, в той час як арабська, як правило, записується шрифтами Насх чи Рук'а. Насталік важко верстати, тому газети мовою урду писалися від руки майстрами каліграфії, відомими як «катиб» або «куш-навіс», до кінця 1980-х років[джерело?]. Єдина рукописна газета мовою урду «Мусальман» щодня виходить у Ченнаї.